# Toyota 87C
La Toyota 87C è un'autovettura da competizione sviluppata e prodotta dalla casa automobilistica giapponese Toyota nel 1987, facente parte alla categoria di vetture sport prototipo del Gruppo C.
La vettura prese parte alla 24 Ore di Le Mans 1987 e con alla guida Geoff Lees, Masanori Sekiya e Hitoshi Ogawa vinse la 1000 km di Suzuka 1987. Arrivò prima anche alla 1000 km del Fuji 1987.